# العلاقات السودانية الغينية
العلاقات السودانية الغينية هي العلاقات الثنائية التي تجمع بين السودان وغينيا.

## مقارنة بين البلدين
هذه مقارنة عامة ومرجعية للدولتين:
| وجه المقارنة                                              | السودان                     | غينيا       |
| --------------------------------------------------------- | --------------------------- | ----------- |
| المساحة (كم2)                                             | 1.89 مليون                  | 245.86 ألف  |
| عدد السكان (نسمة)                                         | 40.53 مليون                 | 12.72 مليون |
| الكثافة السكانية (ن./كم²)                                 | 21.44                       | 51.74       |
| العاصمة                                                   | الخرطوم                     | كوناكري     |
| اللغة الرسمية                                             | اللغة العربية، لغة إنجليزية | لغة فرنسية  |
| العملة                                                    | جنيه سوداني                 | فرنك غيني   |
| الناتج المحلي الإجمالي (بليون دولار)                      | 117.49 مليار                | 10.50 مليار |
| الناتج المحلي الإجمالي (تعادل القوة الشرائية) بليون دولار | 176.55 مليار                | 15.24 مليار |
| الناتج المحلي الإجمالي الاسمي للفرد دولار أمريكي          | 2.41 ألف                    | 531         |
| الناتج المحلي الإجمالي للفرد دولار أمريكي                 | 4.07 ألف                    | 1.22 ألف    |
| مؤشر التنمية البشرية                                      | 0.479                       | 0.411       |
| رمز المكالمات الدولي                                      | +249                        | +224        |
| رمز الإنترنت                                              | سودان                       | .gn         |
| المنطقة الزمنية                                           | ت ع م+03:00، ت ع م+02:00    | 00          |

## منظمات دولية مشتركة
يشترك البلدان في عضوية مجموعة من المنظمات الدولية، منها:
| علم المنظمة | اسم المنظمة                                 | تاريخ انضمام السودان | تاريخ انضمام غينيا |
| ----------- | ------------------------------------------- | -------------------- | ------------------ |
|             | منظمة التعاون الإسلامي                      | ?                    | ?                  |
|             | الاتحاد البريدي العالمي                     | ?                    | ?                  |
|             | يونسكو                                      | 26 نوفمبر 1956       | 2 فبراير 1960      |
|             | البنك الدولي للإنشاء والتعمير               | 5 سبتمبر 1957        | 28 سبتمبر 1963     |
|             | وكالة ضمان الاستثمار متعدد الأطراف          | 7 نوفمبر 1991        | 5 أكتوبر 1995      |
|             | البنك الإفريقي للتنمية                      | ?                    | ?                  |
|             | منظمة الشرطة الجنائية الدولية               | ?                    | ?                  |
|             | مؤسسة التمويل الدولية                       | 21 أكتوبر 1960       | 22 أكتوبر 1982     |
|             | الأمم المتحدة                               | 12 نوفمبر 1956       | 12 ديسمبر 1958     |
|             | الاتحاد الأفريقي                            | ?                    | 1963               |
|             | مجموعة دول أفريقيا والكاريبي والمحيط الهادئ | ?                    | ?                  |
|             | مؤسسة التنمية الدولية                       | 24 سبتمبر 1960       | 26 سبتمبر 1969     |
|             | الفريق المعني برصد الأرض                    | ?                    | ?                  |
|             | منظمة حظر الأسلحة الكيميائية                | ?                    | ?                  |
|             | المركز الدولي لتسوية المنازعات الاستشارية   | 9 مايو 1973          | 4 ديسمبر 1968      |

## وصلات خارجية
- موقع وزارة الخارجية السودانية